# Oruza pratti
Oruza pratti là một loài bướm đêm trong họ Erebidae.